# Picpus (Métro Paris)

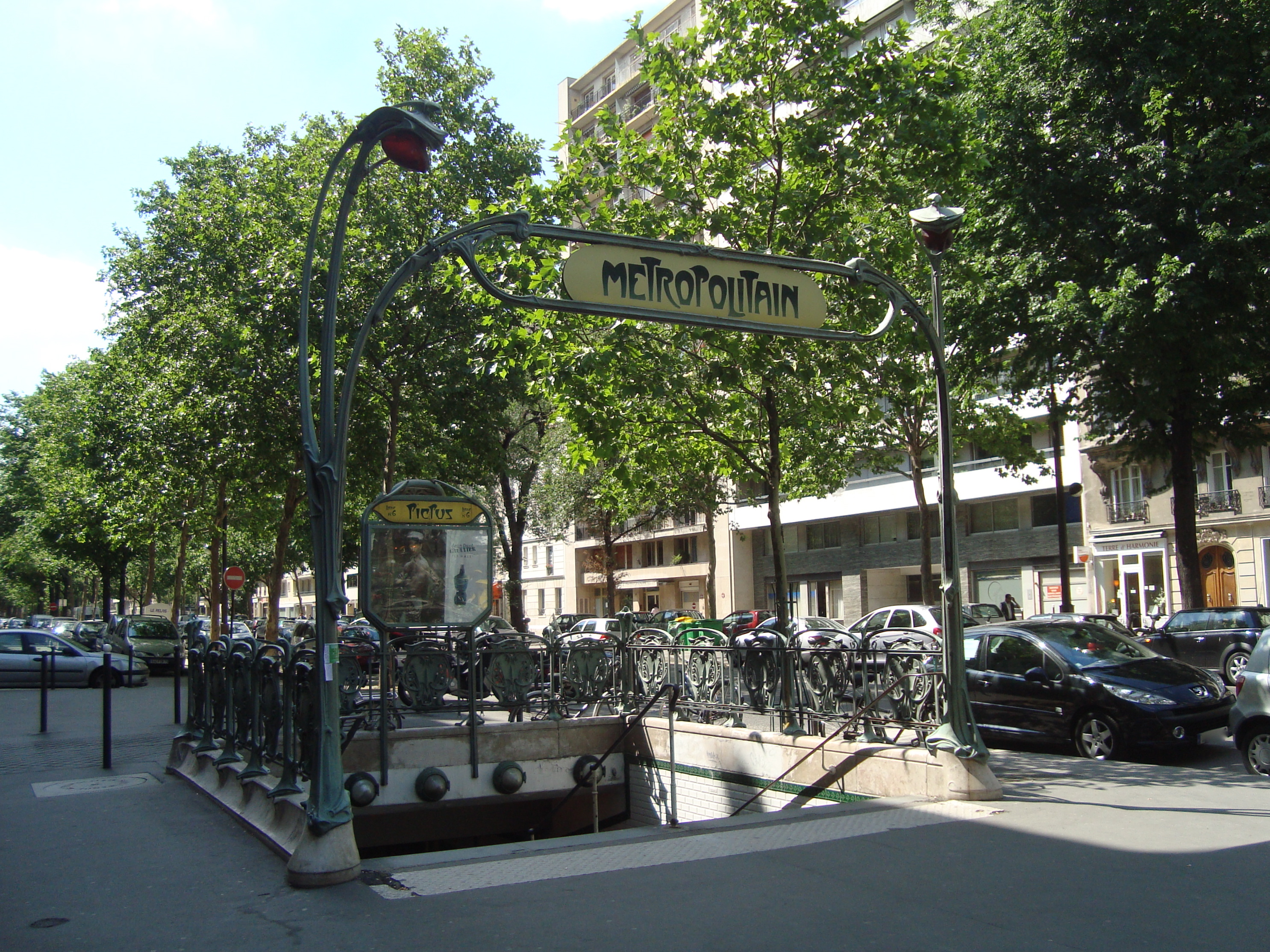
Von Hector Guimard im Stil des Art nouveau gestalteter einziger Zugang

Der U-Bahnhof Picpus [pikpys] ist eine unterirdische Station der Linie 6 der Pariser Métro.

## Lage
Die Station befindet sich am nordöstlichen Rand des Quartier de Picpus im 12. Arrondissement von Paris. Sie liegt längs unter der Avenue de Saint-Mandé westlich deren Kreuzung mit dem Boulevard de Picpus.

## Name
Namengebend ist der Boulevard de Picpus, dessen Name sich auf den ehemaligen Weiler Picpus (bzw. Piquepusse) bezieht. Namensherkunft und -bedeutung sind nicht eindeutig geklärt. Möglicherweise gehen sie auf eine Epidemie zurück, deren Symptome Flohstichen (fr: piqûres de puce) ähnelten.
Zunächst trug die Station nach der darüberliegenden Straße den Namen „Saint-Mandé“. 1937 wurde der Name geändert, um Verwechslungen mit der 1934 eröffneten Station Tourelle (seit 1937: Saint-Mandé — Tourelle) der Linie 1 zu vermeiden. Der Heilige Mendé war ein bretonischer Eremit des 7. Jahrhunderts, dessen Reliquien in die Region Paris verbracht wurden.
Die Station trägt den Beinamen „Courteline“. Georges Courteline (1858–1929), nach dem die kleine Grünanlage Square Courteline (im Mittelstreifen des Boulevard de Picpus sowie inmitten dessen Kreuzung mit der Avenue de Saint-Mandé) benannt wurde, war Romancier und Dramatiker, Mitglied der Ehrenlegion und der Académie Goncourt.

## Geschichte und Beschreibung
Die Station wurde am 1. März 1909 von der Compagnie du chemin de fer métropolitain de Paris (CMP) in Betrieb genommen, als deren Strecke von Nation bis Place d’Italie eröffnet wurde. Diese war der erste und zugleich letzte neu eröffnete Abschnitt der Linie 6. Im Juli 1974 wurde die Linie 6 auf den Betrieb mit gummibereiften Zügen umgestellt.
Die 75 m lange Station liegt unter einem verputzten, weiß gestrichenen elliptischen Deckengewölbe. Sie hat 4 m breite Seitenbahnsteige an zwei Streckengleisen und weiß geflieste Seitenwände, die der Krümmung der Ellipse folgen. Der einzige Zugang liegt an der Südseite der Avenue de Saint-Mandé westlich der o. g. Kreuzung, er wurde von Hector Guimard im Stil des Art nouveau gestaltet.
Östlich der Station führt die Strecke in einer engen Kurve von ca. 90° unter den Boulevard de Picpus. Unweit des westlichen Stationsendes beginnt die östliche Endschleife der Linie 6.

## Fahrzeuge
Vor 1974 verkehrten auf der Strecke Züge der Bauart Sprague-Thomson. Seit der Umstellung der Linie 6 auf gummibereifte Fahrzeuge laufen dort aus drei Trieb- und zwei Beiwagen zusammengesetzte Züge der Baureihe MP 73. Seit Januar 2023 wird auch die Baureihe MP 89 CC auf der Linie 6 eingesetzt.

## Umgebung
In der Nähe der Station liegt der Friedhof Cimetière de Picpus. Er beherbergt die Massengräber von 1306 Menschen, die während der Terrorherrschaft vom 14. Juni bis zum 27. Juli 1794 auf der heutigen Place de la Nation mit der Guillotine hingerichtet wurden.